# Pápai lemondás

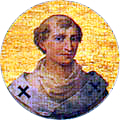
IX. Benedek

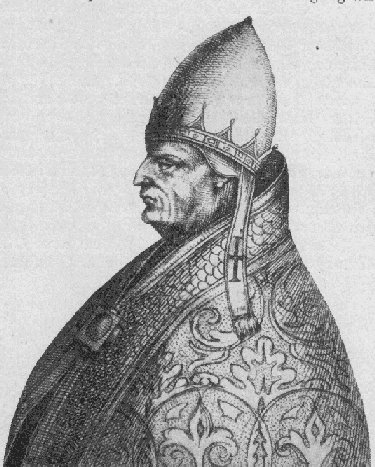
VI. Gergely

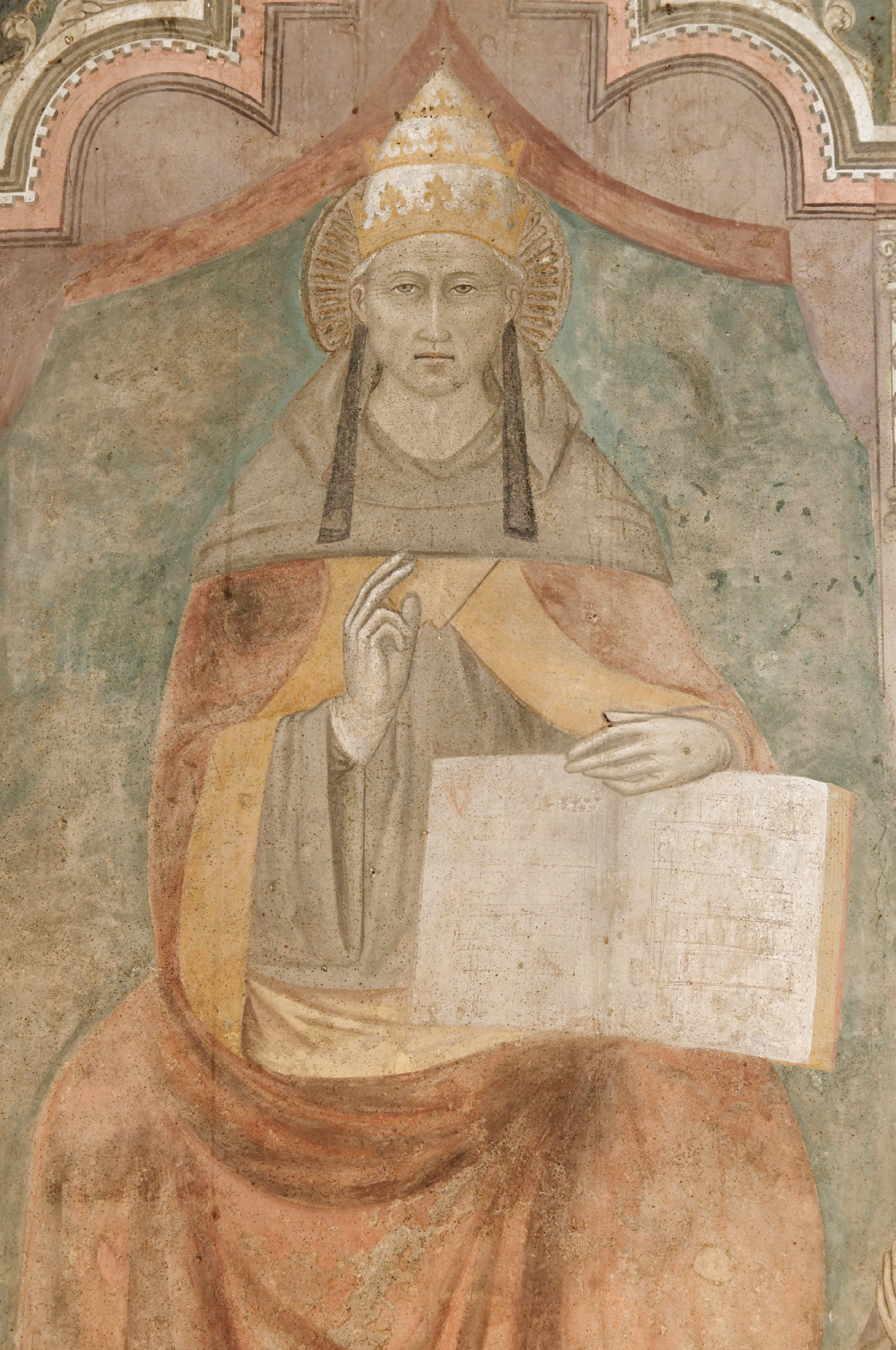
V. Celesztin

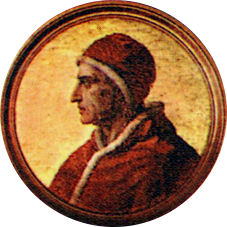
XII. Gergely

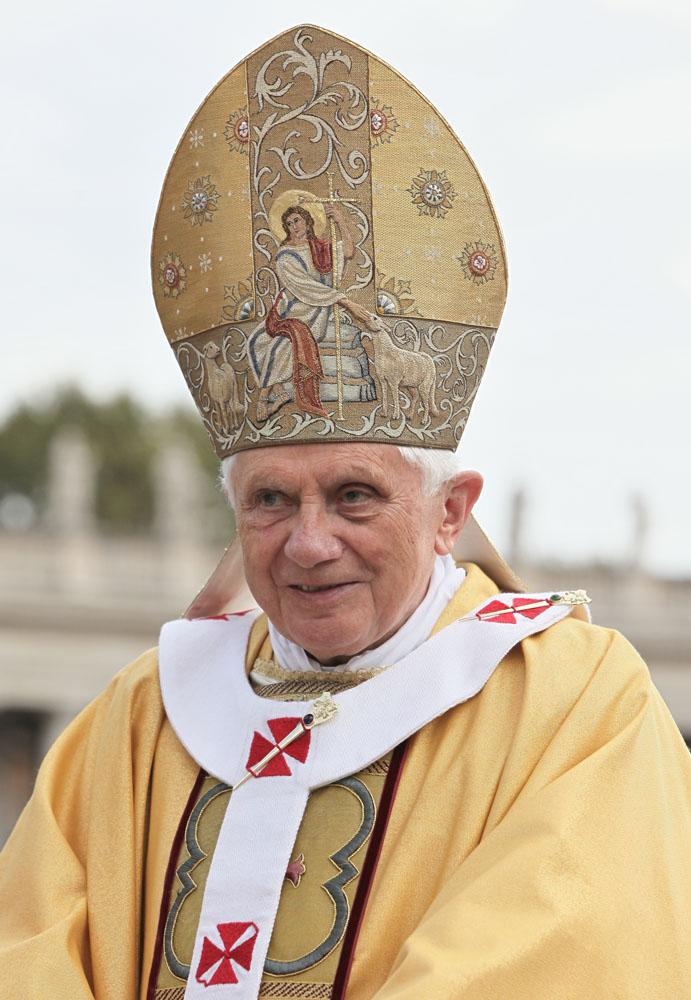
XVI. Benedek

A pápai lemondás lehetőségét a Codex Iuris Canonici (a katolikus egyház törvénykönyve) 332. paragrafusa, illetve a Codex Canonum Ecclesiarum Orientalium (a Keleti Egyház Törvénykönyve, CCEO) 44. paragrafusa tartalmazza. A lemondás a kánonjog szerint akkor törvényes, ha önkéntesen történik és megfelelő módon bejelentik.
A római katolikus egyház kétezer éves története során eddig öt pápa mondott le: IX. Benedek (1045), VI. Gergely (1046), V. Celesztin (1294), XII. Gergely (1415) és XVI. Benedek (2013).
A kánonjog nem nevez meg olyan egyént, vagy testületet, akik számára a lemondást be kell nyújtani, ezzel nyitva hagyva azt a lehetőséget, hogy a lemondás az egész egyházhoz, illetve az egész világhoz szóljon. Egyes kommentárok szerint azonban a pápának legalábbis a bíborosi testületet, illetve annak elnökét értesítenie kell a lemondásáról, hiszen a bíborosoknak egyértelműen értesülniük kell a lemondásról, hogy új pápát választhassanak.

## Precedensek
IX. Benedek 1045-ben pénzügyi juttatásért cserébe mondott le. Erről utóda, VI. Gergely győzte meg, hogy megszabadítsa az egyházat a botrányoktól terhelt főpaptól. A következő évben azonban magának Gergelynek is le kellett mondania, mert a Benedekkel kötött egyezségét szimóniának, vesztegetésnek találták. A történet furcsa csavart vett, amikor Gergely utóda, II. Kelemen pápa halála után (1047) a lemondott IX. Benedek ismét pápa lett.
1294-ben Celesztin, mindössze öt hónapos pontifikátus után, ünnepélyes rendeletet adott ki arról, hogy a pápák lemondhatnak, eloszlatva minden kánonjogi kételyt, majd lemondott. Ezután még két évig élt remeteként és később szentté avatták.
XII. Gergely azért mondott le 1415-ben, hogy véget vessen a nyugati egyházszakadásnak. Ekkor rajta kívül már két ellenpápa is igényt tartott a pontifikátusra: Avignonban XIII. Benedek, Pisában pedig XXIII. János. Még lemondása előtt Gergely megbízta a konstanzi zsinatot, hogy válassza meg utódját.
A Vatikán 2013. február 11-én jelentette be, hogy XVI. Benedek február 28-i hatállyal lemondott. A pápa közleményben közölte, hogy hajlott kora miatt nem folytathatja hivatalát, és ezzel hat évszázad elteltével az első pápa lett, aki lemondott.

## Feltételes lemondások
A következő esetekben a lemondás nem lépett életbe.
VII. Piusz (1800–1823), mielőtt 1804-ben Napóleon koronázására Párizsba indult, lemondási nyilatkozatot írt alá arra az esetre, ha Franciaországban fogságba vetnék.
Állítólag hasonló nyilatkozatot írt alá a második világháború idején XII. Piusz, arra az esetre ha elrabolnák a nácik, meghagyva a bíborosoknak, hogy meneküljenek a semleges Portugáliába, és ott válasszák meg az utódát.
II. János Pál is írt lemondó levelet. Lemondása akkor lépett volna életbe, ha gyógyíthatatlan betegség gyűrné le, vagy bármi olyan dolog történne, ami megakadályozná hivatala gyakorlásában.

## Kérdőjeles lemondások
A Catholic Encyclopedia említést tesz néhány megkérdőjelezhető hitelességű lemondásról is: ilyen Pontiánusz (230–235), Marcellinusz (296–308) és Libériusz pápa (352–366) állítólagos lemondása. Az enciklopédia szerint létezik egy – megnevezetlen – pápalista katalógus, amely szerint XVIII. János pápa is lemondott.

## A lemondott pápa egyházjogi helyzete
Kifejezetten az esemény ritka volta miatt a lemondott pápa egyházjogi helyzete nem tisztázott. Az egyházjog nem ír elő neki kötelezettséget, de jogot sem, így nem kerül vissza a bíborosi testületbe, de a lemondott (kiérdemesült) püspökök közé sem. Egyes találgatások szerint a lemondott pápának zárt, a nyilvánosságtól teljesen elzárkózó kolostorba illik visszavonulni, hogy fel se merüljön az "árnyékpápaság" lehetősége. Erre viszont a lemondás életbe lépéséig senki nem utasíthatja a jelenlegi pápát, viszont az új pápa megválasztása után ilyen döntés megszülethet, s az ellen a lemondott pápának nincsen joga ellenkezni. Összegezve a lemondott pápa egyházjogilag egy légüres térbe kerül, s ennek a helyzetnek a szokásjog alapú megoldása rajta és utódján áll.[forrás?]
XVI. Benedek hivatalos megszólítása a lemondása után: Őszentsége XVI. Benedek, emeritus pápa (vagyis nyugalmazott pápa) lett. Pápai gyűrűjét az első hírekkel ellentétben nem törik össze, amint az a pápa halála után szokás, hanem vésővel használhatatlanná teszik. A nyugalmazott pápa egyszerű fehér reverendát visel.

## Fordítás
- Ez a szócikk részben vagy egészben  a   Papal resignation című angol Wikipédia-szócikk fordításán alapul.  Az eredeti cikk szerkesztőit annak laptörténete sorolja fel. Ez a jelzés csupán a megfogalmazás eredetét és a szerzői jogokat jelzi, nem szolgál a cikkben szereplő információk forrásmegjelöléseként.